# Älgasjön (Älghults socken, Småland, 632344-149314)
Älgasjön är en sjö i Uppvidinge kommun i Småland och ingår i Alsteråns huvudavrinningsområde. Sjön har en area på 0,217 kvadratkilometer och ligger 171,4 meter över havet. Sjön avvattnas av vattendraget Hindabäcken. Vid provfiske har abborre, gädda och mört fångats i sjön.

## Delavrinningsområde
Älgasjön ingår i det delavrinningsområde (632577-148943) som SMHI kallar för Inloppet i Tämmen. Medelhöjden är 196 meter över havet och ytan är 27,51 kvadratkilometer. Det finns inga avrinningsområden uppströms utan avrinningsområdet är högsta punkten. Hindabäcken som avvattnar avrinningsområdet har biflödesordning 2, vilket innebär att vattnet flödar genom totalt 2 vattendrag innan det når havet efter 86 kilometer. Avrinningsområdet består mestadels av skog (84 %). Avrinningsområdet har 1,43 kvadratkilometer vattenytor vilket ger det en sjöprocent på 5,2 %.